# Secos & Molhados (álbum de 1973)
Secos & Molhados é o álbum de estreia do grupo homônimo, lançado em agosto de 1973. Unindo a poesia de autores como Vinícius de Moraes, Manuel Bandeira e João Apolinário, pai do idealizador do grupo João Ricardo, com danças e canções do folclore português e de tradições brasileiras, traz as músicas mais famosas do trio, tais como "Sangue Latino", "O Vira", "Assim Assado" e "Rosa de Hiroshima". O disco, assim como a própria banda, surgiu em meio a um tempo de censura e do Regime Militar no Brasil, ao que também retrata a liberdade de expressão, o racismo e as guerras. Um fenômeno de vendas para a época, é o LP mais famoso dos Secos e Molhados, aquele que os projetou no cenário nacional e vendeu mais de 1 milhão de cópias pelo país (mais de 1500 só na primeira semana).
O disco inovou o estilo musical da música popular brasileira com um som mais pesado que o usual e com o uso de maquiagem forte na capa, que remete ao glam rock, e desenvolveu gêneros como o pop psicodélico e o folk. Além de receber certificação de disco de platina em 1997 da ABPD pelo relançamento em CD, o quinto lugar na Lista dos 100 maiores discos da música brasileira da Rolling Stone Brasil em 2007 e a 97.ª posição no "Los 250: Essential Albums of All Time Latin Alternative - Rock Iberoamericano" da Al Borde de 2008 provam que o disco continua a ser popular e criticamente admirado nos dias de hoje.

## Álbum

### Contexto e antecedentes
O Secos e Molhados começou de um projeto de João Ricardo, onde fez diversas apresentações com outros instrumentistas até encontrar Ney Matogrosso, que teria a voz mais adequada para interpretar grande parte do repertório do grupo, que já estava composto. Na época, Ney vendia suas obras na Praça da República e mexia com teatro, pintura e artesanato e foi introduzido pela compositora e amiga comum Luhli. Ricardo havia visto uma placa em Ubatuba de um armazém que vendia secos e molhados e criou o nome da marca, "um nome que não determina coisa alguma, que se abre para todos os gêneros". O trio começou a se apresentar na Casa da Badalação e Tédio, casa noturna anexa ao Teatro Ruth Escobar, acompanhados do baterista Marcelo Frias, do baixista Willi Verdaguer e do guitarrista John Flavin e suas apresentações já recebiam muita audiência. O sucesso do conjunto chamou a atenção do empresário Moracy do Val, que começou a empresariá-los e os apresentou aos executivos da gravadora Continental para tentarem gravar um disco. Na época, a gravadora era uma das principais companhias fonográficas nacionais e disputava mercado com outras empresas multinacionais.
Assim, o grupo emergiu e criou um disco em uma época de Regime Militar e de rígida censura. Como escreve José Roberto Zan, "Em 1973, momento em que o regime ditatorial militar do Brasil mostrava sua face mais violenta, a banda Secos & Molhados surgia como fenômeno de mercado, vendendo milhares de discos e atraindo milhares de pessoas aos seus shows." Em 1963, o governo federal havia baixado o decreto-lei número 314, subordinando a lei de imprensa, que no Brasil abrangia o rádio, a televisão e as agências de informação, à Nova Lei de Segurança Nacional. Em 13 de dezembro de 1968, o governo baixou o Ato Institucional no. 5 que instituiu a censura no Brasil. A arbitrariedade do regime atingiu seu ápice quando o Presidente Emílio Garrastazu Médici assinou uma exposição de motivos secreta que facultava ao Ministro da Justiça a aplicação do artigo 9.º do AI-5, em que no parágrafo 2.º do artigo 152 da Constituição autorizava a "suspensão de liberdade de reunião, associação, censura de correspondência, da imprensa, das telecomunicações e diversões públicas". Em 1976, foram divulgados os seguintes dados da censura referentes à música popular: de 30 518 composições analisadas, 292 tinham sido vetadas.
A criação do disco Secos & Molhados de 1973 também acompanhou um tempo de mudança no consumo de produtos fonográficos no país. A década de 1960 e década de 1970 experimentaram no Brasil um percentual significativo em relação à compra de vinis. No início, o formato compacto do LP era o mais vendido e, ao longa da década, se tornou o produto mais comercializado. A música gravada fez com que a indústria fonográfica registrasse forte expansão, atraindo novos e grandes investimentos. Assim, "buscando alternativas para conquistar público num mercado aquecido e disputado por grandes empresas multinacionais, a Continental, uma das maiores gravadoras de capital nacional, diversificava seu catálogo dando espaço a novos grupos e compositores, mesmo que isso gerasse, num curto prazo, algum prejuízo."
Segundo alguns autores, uma das justificativas da gravadora em contratar o Secos e Molhados foram as novidades canalizadas pelo empresário Moracy do Val à gravadora, "ávida por algum sucesso que lhe desse retorno financeiro e, acima de tudo, agregasse-lhe prestígio por gravar uma produção artística, aos olhos dos 'formadores de opinião', de caráter mais refinado." Walter Franco teria sido outro músico da gravadora considerado "difícil" pelo público. Tudo se deu principalmente porque, em 1973, o Secos e Molhados apresentava-se numa das salas do Teatro Ruth Escobar, e, ganhando enorme sucesso com o público, atraiu a atenção dos empresários do meio musical e rapidamente surgiu o convite para a gravação do primeiro álbum.

### Gravação
O produtor Moracy do Val iniciou uma incansável estratégia de trabalho ao agendar apresentações e enviar fitas-demo dos ensaios do Secos e Molhados para as gravadoras. De todas as solicitadas, apenas a Continental apostou no conjunto, graças à Moracy, que era dirigente de um jornal interno da empresa e conhecido por algumas pessoas importantes da gravadora. Com a chance de gravarem o primeiro álbum do grupo, os músicos iniciaram várias sessões de ensaios de preparação antes de entrarem em estúdio, o que ocorreria entre os meses de maio e junho de 1973.É desse tempo que datam as primeiras apresentações do Secos e Molhados na TV, nos programas Mixturasom, Papo Pop e Band 13.
Apesar de seu catálogo de discos ser mais voltado para a música regional e sertaneja, a empresa Continental resolveu apostar na novidade. No entanto, não liberou muito dinheiro por conta do futuro incerto da banda. Em maio de 1973, o trio gravou as 13 canções que compõem o LP, começando no dia 23. Realizadas no Estúdio Prova, em São Paulo, as gravações do disco se deram em seis horas diárias durante quinze dias, gravadas "precariamente" em 4 canais do estúdio. João Ricardo fez a direção musical enquanto Moracy se encarregou de ser o produtor. Os arranjos foram assinados pela própria banda, com exceção da faixa "Fala", que contou com a participação de Zé Rodrix. Rodrix dedilhava seu teclado moog após a orquestra e os outros instrumentos cessarem, técnica que só pode ser ouvida nos CDs relançados do grupo já na década de 1990, pois no vinil original esta música continha 15 minutos a menos.
Marcelo Frias participou como baterista e também saiu na capa do disco, contudo desistiu logo depois de sua realização. Gérson Conrad relata que "convidamos os músicos [de apoio] para se tornarem membros oficiais do grupo, mas só o Marcelo aceitou. Depois, receoso, ele preferiu seguir como músico contratado, mas a foto [da capa do disco] já havia sido feita." No ano seguinte, por divergências e falta de interesse em continuar, não participou de nenhuma das gravações do segundo álbum do Secos e Molhados.

### Capa
Fazendo jus ao nome do grupo, um então fotógrafo do jornal carioca Última Hora, chamado Antônio Carlos Rodrigues, produziu uma mesa de jantar com produtos vendidos em armazém (nome genérico para secos e molhados), onde vemos broas, linguiças, cebolas, grãos de feijão, vinho barato da marca Único, etc. O nome do grupo, em cima da mesa, em letras roxas brilhantes, alude à placa que João Ricardo teria visto numa visita à Ubatuba e que lhe deu a ideia para o nome do conjunto. Dentro das bandejas, estão as cabeças de Ney Matogrosso, João Ricardo, Gérson Conrad e Marcelo Frias (baterista que não aceitou integrar o grupo).
Rodrigues já havia antes fotografado a cabeça de sua mulher servida num prato na revista Fotoptica, inspirado por meninas na praia com o rosto pintado e, por trabalhar no mesmo jornal que João Apolinário, pai de João Ricardo, não demorou em conhecer o grupo. "Eu ainda não conhecia o grupo e quando fiquei sabendo do nome, montei uma mesa no meu estúdio com vários secos e molhados, coloquei a cabeça deles ali e os maquiei", contou em entrevista à revista Bizz. No estúdio fotográfico, demoraram uma madrugada para a sessão de fotos da capa. Por debaixo da mesa estavam sentados em cima de tijolos. "Ficamos lá a madrugada inteira, sentados em cima de tijolos", conta João Ricardo, "e fazia um frio horroroso debaixo da mesa". Ney Matogrosso lembra que "Em cima queimava, por causa das luzes [...] comprei os mantimentos no supermercado, a toalha foi improvisada com plástico qualquer, a mesa era um compensado fino que nós mesmos serramos para entrarem as cabeças." Segundo João, "Tinhamos fome e estávamos duríssimos, fomos tomar café com leite. Não sei por quê, mas não me lembro de termos comido os alimentos da mesa."
Alguns autores notam que já na capa do disco existe uma cena e um comprometimento antropofágico, com as cabeças sobre bandejas numa mesa "para o deleite gastronômico dos ouvintes". A capa integrou uma exposição em junho de 2008 no Centro Cultural da Espanha, em Miami, que reuniu as 519 melhores capas do pop e rock latino-americano. Em 1995, a banda Titãs produziu o clipe da música "Eu Não Aguento" com a introdução do baixo de "Sangue Latino" e com a cabeça de seus integrantes à mesa, em pratos. Em 2001, o jornal Folha de S.Paulo a elegeu como a melhor capa de long play de toda a história da música popular brasileira.

## Estilo

### Gêneros e influências
O próprio nome do grupo, Secos e Molhados, que também é o nome do álbum, atesta que seu gênero é uma mistura de tudo. No disco, há a incorporação da musicalidade da MPB da época e toques de rock and roll, baião, jazz, pop e rock progressivo. Durante os anos 70, além de Raul Seixas, alguns grupos tiraram um som marginal à tendência progressiva dominante. O mais bem-sucedido [...] foi o Secos e Molhados [...]"</ref> É possível encontrar nas canções do disco "características do glam rock (maquiagem e postura) e do folclore português, poesia brasileira e portuguesa, engajamento, elementos rítmicos e instrumentais da música latino-americana e do rock nos arranjos de guitarras e sintetizadores, exuberâncias performáticas com referências explícitas à androginia e à sexualidade, de forma transgressora e, ao mesmo tempo, passível de ser entendida e admirada." Em 1974, contudo, João Ricardo contestava o título de progressivo e as comparações que alguns jornalistas faziam entre o grupo e Alice Cooper. Segundo ele, "É uma coisa completamente estúpida: enquanto eles são americanos, refletem a decadência de uma sociedade superdesenvolvida, e nós somos brasileiros, um país subdesenvolvido, com toda a sorte de preocupações, principalmente em não cometer os erros já cometidos."

"Além da pluralidade de público, que por si só apontava para um produto cultural pop a
ser consumido largamente dentro do espectro massivo da sociedade da época, vários gêneros
musicais e influências culturais apareciam nas composições."

Herom Vargas
A base do gênero musical do disco é o pop, uma afirmação que o próprio João Ricardo concordou, numa entrevista de 1974: "Essa é a nossa linguagem [a do rock]: a reinvenção do pop, porque isso é um processo que vem a partir de algum tempo, do underground, dos beatniks, dos hippies, e então talvez seja uma reinvenção disso, mas ainda dentro de uma infraestrutura progressiva do pop, entende, e dentro do próprio momento absolutamente capitalista que vivemos hoje. Sim, porque nós, de alguma maneira, somos um produto bem acabado, sabe, da sociedade." Assim, as maiores influências do álbum, além dos The Beatles, foi o movimento predecessor Tropicalismo, sobretudo as figuras de Caetano Veloso e Gilberto Gil, como atesta João Ricardo: "eles foram extremamente importantes para a experiência
do Secos & Molhados. O tropicalismo foi uma abertura para a gente ser hoje dessa forma [...] Gil, Caetano logo após, tentaram uma conscientização maior da juventude, tentaram acabar com tabus na música e em uma porção de coisas. Hoje o Secos & Molhados é um resultado disso tudo."
O Tropicalismo ficou marcado por uma linguagem arrojada e provocativa para os padrões da época e também pelo recurso do improviso, muito inovador para a época, e, de acordo com alguns autores, "preparava o terreno para as performances ousadas de músicos e intérpretes que surgiriam no cenário da música popular nos anos seguintes; dentre eles o Secos & Molhados." O álbum também abrange experimentos em gêneros suaves, muitas vezes acompanhando apenas o vocal de Ney Matogrosso e um violão ou uma flauta transversal e flauta de bambu, como acontece no folk. Por exemplo, a canção "O Patrão Nosso de Cada Dia" é visto como semelhante às obras do quarteto folk Crosby, Stills, Nash & Young. Contudo, como pós-tropicalistas, o Secos e Molhados utilizou o rock como uma forma de "estilo de vida" libertário.

### Canções e letras
Jurei mentiras

e sigo sozinho

Assumo os pecados

Os ventos do norte

não movem moinhos

E o que me resta

é só um gemido

Minha vida meus mortos

meus caminhos tortos

Meu sangue latino

minh'alma cativa

Rompi tratados

traí os ritos

Quebrei a lança

lancei no espaço

um grito, um desabafo

E o que me importa

é não estar vencido

—João Ricardo/Paulinho Mendonça
As letras de Secos & Molhados são originadas de poesias musicadas ou inéditas que, para alguns, "nada devem ao texto literário em termos poéticos". Esses poetas são Vinicius de Moraes, Cassiano Ricardo e Manuel Bandeira, cujos poemas foram musicados pelo líder do grupo João Ricardo, cujo pai, João Apolinário, além de jornalista também era poeta e ofereceu alguns de seus poemas ao grupo do filho. Entre as sete canções originadas de poemas, "Rosa de Hiroshima" (de Vinicius) tivera a maior repercussão. Única contribuição de Gérson Conrad, ao lado de "El Rey", é uma toada melancólica em referência aos efeitos da bomba atômica lançada em Hiroshima no final da Segunda Guerra Mundial, acompanhada ao violão com rápidas incursões de flauta no início e no fim.

Pensem nas crianças

mudas telepáticas

Pensem nas meninas

cegas inexatas

Pensem nas mulheres

rotas alteradas

Pensem nas feridas

como rosas cálidas

Mas oh! não se esqueçam

da rosa da rosa

Da rosa de Hiroshima

a rosa hereditária

A rosa radioativa

estúpida e inválida

A rosa com cirrose

a anti-rosa atômica

Sem cor sem perfume

sem rosa sem nada

—Vinicius de Moraes
Mas nem todas as canções do LP derivam de poemas. O álbum abre-se com o toque memorável do contrabaixo de "Sangue Latino", composto junto com Paulinho Mendonça, construída "a partir de uma sequência bastante econômica de acordes e com arranjo marcado por características da música pop da época." Sua letra alude à "condição latino-americana, os 'descaminhos' dos povos desse continente, bem como a sua capacidade de resistir", e é vista como uma intenção do grupo de conciliar o engajamento estético da década de 1960 com o clichê dos hits internacionais. Na verdade, os autores consideram que o álbum traz distintos gostos e padrões de consumo musical: "Primavera nos Dentes" e "Mulher Barriguda" para os engajados, "Rosa de Hiroshima" tornou-se hino dos pacifistas, "Prece Cósmica" para hippies e místicos, "Rondó do Capitão" embalava o público infantil, "O Vira" fazia a alegria do público massivo das rádios e, por fim, os poemas musicados davam o tom erudito (sem parecer pomposo) para ouvintes mais letrados."
Este último, "O Vira", é um rock que conserva sua popularidade nos tempos de hoje. A letra remete à dança portuguesa conhecida pelo mesmo nome, associado à "coreografia na qual os pares (ou casais), dispostos em filas opostas, giram os corpos em 360º evitando mostrar as costas ao companheiro." A música da dança geralmente tem compasso 6/8 e é acompanhada por cavaquinho, guitarra portuguesa e tambor, mas na versão do Secos e Molhados há um desdobramento do ritmo para 4/4 com andamento de rock. Na introdução, há um forte e inovador som agudo e distorcido de guitarra elétrica acompanhada por bateria, piano e contrabaixo elétrico em walking bass. Há uma mudança de ritmo quando o grupo repete a melodia, retomando o andamento característico do gênero português com a introdução de um acordeon, aludindo a gêneros regionais brasileiros como os nordestinos e gaúchos. Sua letra também faz menção à elementos tradicionais e crendices de Portugal e do Brasil, como pirilampos, sacis e fadas. O refrão joga com o duplo: o de girar o corpo na dança portuguesa, e da transformação de homem em lobisomem. À época a canção foi identificada como "elegia gay bem-humorada".
Há uma levada pop para "Prece Cósmica", que música o poema de Cassiano Ricardo, e uma melodia singela para "Rondó do Capitão", do poema de Manuel Bandeira, tem compasso 6/8 e se transformou num clássico para o repertório infantil fazendo sucesso entre as crianças da época. "Primavera nos Dentes", originalmente um poema de João Apolinário, recebeu um tratamento de blues no início, até surgirem as vozes de Ney, João e Conrad, em que a última vogal da frase final Entre os dentes segura a primavera do poema é dado por um grito de Ney Matogrosso em voz agudíssima. O clima misterioso e silencioso da faixa é considerada como "uma ideologia escondida por debaixo do tapete sonoro construído pelos músicos da banda."

## Lançamento

### Vendas e consequências
O disco foi lançado em agosto de 1973 e sua festa de lançamento aconteceu no Teatro Aquarius, situado no mesmo bairro em que a banda se formou. Foi um recorde histórico na indústria fonográfica brasileira: vendeu mais de 300 mil cópias nos primeiros 60 dias. O álbum também foi lançado em Portugal, no México e na Argentina e o grupo gravou uma versão em espanhol de "Sangue Latino" chamada "Sangre Latina". Em menos de um ano, as vendas do disco chegaram a marca de 1 milhão de cópias; nem Roberto Carlos vendia mais e, ameaçado de perder o posto de maior vendedor de discos do país, lançou em 1974 o álbum Roberto Carlos em que a música "É Preciso Saber Viver" trazia um "solo de guitarra hipnotizante, moderno tal qual a sonoridade presente no primeiro disco do Secos e Molhados." A Continental produziu apenas 1 500 cópias de Secos & Molhados, porém a aparição deles em rede nacional na estreia do Fantástico da Rede Globo provocou curiosidade na audiência e fez com que os 1 500 discos se esgotassem rapidamente, ao que os executivos ordenaram que vinis de outros artistas que não estavam vendendo fossem derretidos para fabricar mais cópias do primeiro álbum, uma vez que faltava matéria-prima disponível para prensar mais discos. Segundo conta o próprio Ney Matogrosso,
"A gravadora achou que venderia 1.500 em um ano. Vendeu em uma semana. Como o mercado vivia uma crise de vinil, a gravadora começou a pegar os discos que não estavam vendendo e derreter para fazer o nosso." — Ney Matogrosso, 2003.
Seguindo o sucesso de vendas do LP, o Secos e Molhados foi projetado a nível nacional. Realizaram uma temporada no Teatro Itália, com grande sucesso, fizeram excursão no México, onde ficaram populares, e viajaram ao Rio de Janeiro para dar um concerto no Maracanãzinho em fevereiro de 1974, a maior apresentação do conjunto até então, prevista para 25 mil pessoas, embora outras 20 mil tenham ficado de fora do estádio. A partir daí, entrariam novamente em estúdio para gravarem o segundo álbum e depois se dissolverem por conflitos internos. Quando a formação clássica do grupo terminou, o jornalista Sérgio Vaz, em setembro de 1974, escreveu: "Pobre Continental. Ela é a gravadora brasileira que mais grava gente nova, desconhecida. [...] Secos e Molhados era a mina de ouro da empresa, um conjunto que compensava—financeiramente—as experiências com muitos outros grupos ou compositores novos. E a mina secou."
As rádios brasileiras passaram a executar todas as canções do álbum recém-chegado às lojas. As músicas "O Vira" e "Sangue Latino" viraram hits nas estações e tocavam frequentemente. Na verdade, as rádios da época, em face ao sucesso do conjunto, passavam em suas sessões todas as faixas do disco, como conta Luhli, "O disco tocava todas as faixas no rádio: ele não estourou uma música, era o disco inteiro, você ouvia todas as faixas no rádio".

### Recepção crítica e popular
| Críticas profissionais | Críticas profissionais |
| Avaliações da crítica  | Avaliações da crítica  |
| Fonte                  | Avaliação              |
| ---------------------- | ---------------------- |
| Allmusic               | 4.5 de 5 estrelas.     |

Apesar de nos dias de hoje o som do vinil do Secos & Molhados ser considerado um pouco "parco" por conta dos recursos da época, fato que foi melhorado a partir dos relançamentos em CDs, ele foi logo considerado um disco muito bem tocado pelos músicos. Em texto de 1974, Sérgio Vaz escreveu, comparando-o ao segundo álbum do grupo: "Não que o primeiro disco de Secos e Molhados seja ruim, nem que o segundo disco seja ruim. As falhas do primeiro, as falhas técnicas, de produção e gravação, foram corrigidas. O disco é bem feito e bem acabado. Pelo que o primeiro disco mostrou, e agora esse novo, é fácil perceber que Secos e Molhados não estava de forma alguma interessado em criar, inovar, inventar, mudar, crescer—como um Caetano, um Gil, um Chico Buarque, um Milton Nascimento."

"Mesmo com a censura moral imposta pelos governos militares, a proposta estética do grupo (não apenas pela visualidade, mas também pela voz de Ney e pelas letras e composições), experimental e polêmica, estabeleceu grande empatia com o público e com a crítica."

Herom Vargas
A recepção popular, no entanto, parece ter visto alegria e esperanças numa época de "sufoco político" com uma "fúria contestadora do rock" por parte dos jovens, "gerando um sentimento coletivo de subversão simbólica". Ney Matogrosso, no entanto, em 2006, falou que "Quando escuto o disco do grupo, fico impressionado que nos considerassem um grupo de rock. Há músicas com uma voz e um violão, uma voz e um piano, é um trabalho totalmente realizado em cima de poemas. E, como ele teve muita penetração popular, formou o pensamento dos brasileiros. Era a atitude desafiante, provocadora e transgressora que nos fazia roqueiros, não a música. [...] É notável como naquele momento o povo absorveu um trabalho 'requintado' com a palavra, como eram as letras dos Secos e Molhados." Em crítica de 1974, o repórter Maurício Kubrusly escreveu: "É música alegre, descontraída, não se preocupando com qualquer denúncia. Secos e Molhados é puro entretenimento." Uma postura jornalística que no decorrer do tempo foi tida como errônea, visto que a sutileza poética do grupo e do disco também encobriam uma certa brutalidade política e social.
Hoje em dia o disco é visto como um verdadeiro clássico e uma obra-prima. O álbum ficou em quinto lugar na Lista dos 100 maiores discos da música brasileira da Rolling Stone Brasil em 2007, que elegia os melhores discos do Brasil de todos os tempos de acordo com especialistas e jornalistas no assunto. Em setembro de 2012, foi eleito pelo público da rádio Eldorado FM, do portal Estadao.com e do Caderno C2+Música (estes dois últimos pertencentes ao jornal O Estado de S. Paulo) como o oitavo melhor disco brasileiro da história, empatado com Acabou Chorare, dos Novos Baianos. Mostrando interesse no exterior, também foi posicionado em 97.ª lugar na lista "Los 250: Essential Albums of All Time Latin Alternative - Rock Iberoamericano" (Os 250 álbuns essenciais de todos os tempos de Rock Latino) da revista Al Borde de 2006. Sua capa foi eleita a melhor capa de disco do Brasil, segundo pesquisa encomendada pelo jornal Folha de S.Paulo em 2001 com 146 personalidades da área artística e do jornalismo. Alvaro Neder da allmusic, escrevendo sobre o álbum, notou seu "caleidoscópio de ritmos, do blues norte-americano até o vira português, rendido a uma entrega pop com abundância de guitarras e percussão brasileira, destinado a proporcionar uma atmosfera psicodélica do Brasil em um álbum cheio de sinceridade artística." Em 1997, com o relançamento do LP em formato CD, as mais de 250 mil cópias vendidas levaram o álbum a receber certificação de disco de platina da ABPD.

## Legado
O álbum é tido como um dos mais inovadores da música popular brasileira e, por conta de seus poemas, atribuiu-se a ele uma riqueza lírica "pouco vista na MPB". Numa época de controle e censura, ao lado de artistas como Walter Franco, Tom Zé, Jards Macalé e Jorge Mautner, o disco do grupo também conseguiu ser criativo e experimental. Segundo o jornalista Felipe Tadeu, "O grupo conseguiu com o seu álbum inicial restaurar a liberdade estética e comportamental no Brasil depois do fim do Tropicalismo, num acinte contra a carranca dos verdugos que ocuparam Brasília e ditaram vetos moralizantes, torturando gente, insuflando a barbárie." Ainda nos dias de hoje o álbum é alvo de estudos, mais recentemente de Affonso Romano de Sant'Anna, sobre a relação entre a escrita do texto da música popular e a poesia moderna brasileira.
Para os jornalistas, o álbum e o próprio Secos e Molhados possibilitaram uma "verdadeira reinvenção da música pop nacional no início dos anos 1970". O disco foi um dos maiores fenômenos pop no Brasil, configurando o rock como ritmo musical em voga na cena cultural brasileira. Os autores consideram que canções como "Sangue Latino", "Primavera nos Dentes" e "Prece Cósmica" tinham o respaldo "da extravagância musical e sonora" e do uso "corriqueiro de figuras de linguagem antes restritas à literatura." Segundo Luhli, a coautora de "O Vira", "A força maior do Secos e Molhados não foi o Ney rebolando, mas porque era o primeiro disco que barrou a censura [...] Foi um grito de liberdade muito forte numa época de uma lavagem cerebral absurda." Este trabalho fonográfico, que utilizava guitarras e contrabaixos, levou o grupo a se inscrever numa categoria privilegiada entre as bandas e músicos que levaram o Brasil da bossa nova à Tropicália e então para o rock brasileiro, um estilo que só floresceu expressivamente nos anos 80.
Em 2003, foi lançado o álbum Assim Assado - Tributo ao Secos e Molhados, produzido por Rafael Ramos e lançado pela Deck Disc, numa releitura deste disco de 1973, em homenagem aos 30 anos do grupo, com as mesmas canções cantadas, respectivamente, por Nando Reis, Falamansa, Toni Garrido, Ira!, Eduardo Dusek, Capital Inicial, Pitty, Matanza, Arnaldo Antunes, Raimundos, Pato Fu, Marcelinho da Lua e Ritchie—uma geração pós-Secos e Molhados.
A revista Superinteressante, em 2004, realizou uma matéria especial intitulada "Obras Fundamentais da História do Rock Brasileiro" em que escreveu sobre o álbum: "Não há nada no mundo, nem feito antes, nem durante, nem depois, sequer parecido com o Secos & Molhados e o som que o grupo registrou em seu primeiro e antológico álbum. [...] Era pop até não poder mais—desde as canções até ao visual (e a antológica capa do disco, claro). Extremamente bem tocado e gravado, [...] até hoje o frescor de faixas como "Assim Assado", "Fala" e "Sangue Latino" se mantém intacto." No mesmo ano, a revista Playboy publicou uma lista com os 100 melhores discos da história do rock de acordo com a equipe; Secos & Molhados foi o único álbum brasileiro a figurar na lista, na 95ª posição.

## Faixas
Todos os arranjos assinados pela própria banda, com exceção da faixa "Fala", que contou com a participação de Zé Rodrix.
| Lado 1 |                              |                                |         |  |
| N.º    | Título                       | Compositor(es)                 | Duração |  |
| 1.     | "Sangue Latino"              | João Ricardo/Paulinho Mendonça | 2:07    |  |
| 2.     | "O Vira"                     | João Ricardo/Luhli             | 2:12    |  |
| 3.     | "O Patrão Nosso de Cada Dia" | João Ricardo                   | 3:19    |  |
| 4.     | "Amor"                       | João Ricardo/João Apolinário   | 2:14    |  |
| 5.     | "Primavera nos Dentes"       | João Ricardo/João Apolinário   | 4:50    |  |

| Lado 2         |                     |                                  |         |  |
| N.º            | Título              | Compositor(es)                   | Duração |  |
| 6.             | "Assim Assado"      | João Ricardo                     | 2:58    |  |
| 7.             | "Mulher Barriguda"  | João Ricardo/Solano Trindade     | 2:35    |  |
| 8.             | "El Rey"            | Gérson Conrad/João Ricardo       | 0:58    |  |
| 9.             | "Rosa de Hiroshima" | Gérson Conrad/Vinicius de Moraes | 2:00    |  |
| 10.            | "Prece Cósmica"     | João Ricardo/Cassiano Ricardo    | 1:57    |  |
| 11.            | "Rondó do Capitão"  | João Ricardo/Manuel Bandeira     | 1:01    |  |
| 12.            | "As Andorinhas"     | João Ricardo/Cassiano Ricardo    | 0:58    |  |
| 13.            | "Fala"              | João Ricardo/Luhli               | 3:13    |  |
| Duração total: | Duração total:      | Duração total:                   | 30:22   |  |

## Músicos
Dos músicos listados abaixo, apenas Ney Matogrosso, João Ricardo e Gérson Conrad faziam parte do Secos e Molhados. Marcelo Frias, Sérgio Rosadas, John Flavin, Willi Verdague e Emilio Carrera eram os instrumentistas de apoio do grupo no tempo em que ele estava em formação e tocava na Casa de Badalação e Tédio, casa noturna anexa ao Teatro Ruth Escobar, e por isso participaram da gravação do LP.
Secos & Molhados
- Ney Matogrosso – vocal
- João Ricardo – violões de 6 e 12 cordas, harmônica de boca e vocal
- Gérson Conrad – violões de 6 e 12 cordas e vocal

Músicos convidados
- Marcelo Frias – bateria e percussão
- Sérgio Rosadas – flauta transversal e flauta de bambu
- John Flavin – guitarra elétrica e violão de 12 cordas
- Zé Rodrix – piano, ocarina, acordeão e sintetizador
- Willy Verdaguer – contrabaixo elétrico
- Emilio Carrera – piano

Ficha técnica por Vinícius Rangel Bertho da Silva.

## Tabelas

### Tabelas anuais
| Tabela musical (1974) | Posição |
| --------------------- | ------- |
| Brasil (Nopem)        | 5       |

## Certificações e vendas
| Região       | Certificação | Vendas estipuladas |
| ------------ | ------------ | ------------------ |
| Brasil (PMB) | Platina      | 1,000,000          |